# リチャード・ハリス
リチャード・ハリス（Richard Harris, 1930年10月1日 - 2002年10月25日）は、アイルランドの俳優。また、歌手としても知られ、1968年に発表した「マッカーサー・パーク」は全米2位、全英4位を記録した。
アイルランドのリムリック生まれ。息子のジェイミー・ハリスとジャレッド・ハリスも俳優になった。弟のダーモットはカサンドラ・ハリスの元夫である。姪のアナベル・ウォーリスも女優。

## 人物

### 前歴
アイルランド自由国リムリック市のカトリック系住民であるハリス家に、9人兄弟の5人目として生まれる。父はイヴァン・ジョン・ハリス、母はミルドレッド・ジョセフィン・ハーティ・ハリスと記録されている。幼少期にイエズス会の寄宿学校に送られ、学校ではスポーツに才能を示してラグビー選手として活躍した。一時はプロチームのギャリーオーウェン・フットボール・クラブに参加を許されたが、結核を患ったことでプロ選手への道は諦めなければならなくなった。それからもフットボールの熱烈なファンであり続け、役者として成功した後も熱心に試合観戦を続けていたという。
結核治療を終えた後、次の道を模索しながら日々を過ごす中で、映像の世界に携わりたいという想いが高まり、ディレクターとしての経験を積むべく一念発起して隣国イングランドへと移住する。だが、製作過程を専門とする学校がないことを知ると、悩んだ末に少しでも関連する分野ということで演劇学校の入校試験を受けた。24歳の時に王立演劇学校（RADA）の入校試験を受けるが不合格とされ、セントラル演劇学校に至っては年齢制限を理由として門前払いされた。それでも諦めずに学校を探し、やがてロンドン音楽演劇アカデミーの入校許可を得る。アカデミーでは熱心に学び、炭鉱で働きながら稼いだ金で舞台上演を行うなど精力的に活動した。アカデミーの課程を終えると専業の舞台俳優として劇団に参加、長い下積み生活を送った。

### 俳優デビュー後
1958年に映画デビュー。1963年の『孤独の報酬』ではカンヌ国際映画祭男優賞を受賞し、アカデミー主演男優賞にノミネートされるとハリウッドに進出し、憧れの存在だったカーク・ダグラスの知己を得た。そのダグラスの推薦で大作ミュージカル映画『キャメロット』に主演した。以後、知的さと男臭さを伴わせた演技で『ジャガーノート』、『カサンドラ・クロス』、『ワイルド・ギース』といったアクション映画を中心に活躍した。1980年代に入ってアルコール依存症および薬物依存症から低迷し、映画からは遠ざかるが、それを克服し、以後は舞台を中心に活動を続けた。1981年にはナイトの称号を授かった。
1990年の映画『ザ・フィールド』では、土地に執着する初老の農夫を演じ、『孤独の報酬』以来27年ぶりにアカデミー主演男優賞にノミネートされた。以後、『許されざる者』や『グラディエーター』といった作品で、主に貴重なバイプレーヤーとして再びスクリーンに登場することが増えた。
私生活では2度結婚している。1974年に映画『殺し屋ハリー/華麗なる挑戦』で共演したアン・ターケルと結婚、数本の映画で共演したが、1981年に離婚した。

### 『ハリー・ポッター』シリーズ
映画化された『ハリー・ポッター』シリーズの1作目と2作目で魔法学校の校長アルバス・ダンブルドアを演じた。2002年にホジキンリンパ腫で死去し、『ハリー・ポッターと秘密の部屋』は遺作となった。

### 歌手としての活動
1968年に発表した「マッカーサー・パーク」は全米2位、全英4位を記録した。
1972年には、ロンドン交響楽団とイギリス室内合唱団のアルバム『トミー』に客演した。ロック・シンガーのスティーヴ・ウィンウッド、ロジャー・ダルトリーと歌唱した「ミラー・ボーイ」（Go to the Mirror）はシングル・カットされた。

### 死後
ダンブルドア役の後任には、家族側はハリスと生涯の友人であったピーター・オトゥールを希望したが、最終的にハリスと同じアイルランド生まれのマイケル・ガンボンが演じた。
2003年には英国インディペンデント映画賞が、ハリスに敬意を表しリチャード・ハリス賞を設立した。
2006年9月30日には、長年計画されていたハリスの等身大銅像がアイルランドに設置された。

## 主な出演作品
| 公開年 | 邦題 原題                                                            | 役名                           | 備考                                                              | 吹き替え                                                                                   |
| ------ | -------------------------------------------------------------------- | ------------------------------ | ----------------------------------------------------------------- | ------------------------------------------------------------------------------------------ |
| 1959   | 地獄で握手しろ Shake Hands with the Devil                            | テレンス・オブライエン         |                                                                   |                                                                                            |
| 1959   | メリー・ディア号の難破 The Wreck of the Mary Deare                   | ヒギンズ                       |                                                                   | 青野武（新NETテレビ版）                                                                    |
| 1960   | 抵抗する勇士 A Terrible Beauty                                       | ショーン・ライリー             |                                                                   |                                                                                            |
| 1961   | 戦場の七人 The Long and the Short and the Tall                       | ジョンストン                   |                                                                   |                                                                                            |
| 1961   | ナバロンの要塞 The Guns of Navarone                                  | バーンズビー                   |                                                                   | TBA（NETテレビ版） TBA（TBS版） 吉水慶（テレビ東京版） TBA（ソフト版）                     |
| 1962   | 戦艦バウンティ Munity on the Bounty                                  | ジョン・ミルズ                 |                                                                   | 青野武（NETテレビ版）                                                                      |
| 1963   | 孤独の報酬 This Sporting Life                                        | フランク・メイチン             | カンヌ国際映画祭 男優賞 受賞                                      |                                                                                            |
| 1964   | 赤い砂漠 Il Desarto Rosso                                            | コッラド                       |                                                                   |                                                                                            |
| 1965   | ダンディー少佐 Major Dundee                                          | ベンジャミン・タイリーン       |                                                                   | 城達也（TBS版） 日下武史（フジテレビ版） 草尾毅（ソフト版）                                |
| 1965   | テレマークの要塞 The Heroes of Telemark                              | クヌート・ストラウド           |                                                                   | 仁内達之（TBS版） 西沢利明（フジテレビ版） 中田浩二（東京12ch版） 小川真司（テレビ朝日版） |
| 1966   | 天地創造 The Bible: In the Beginning...                              | カイン                         |                                                                   | TBA（TBS版） 屋良有作（日本テレビ版） 原康義（テレビ朝日版） 江角英明（LD版）              |
| 1966   | ハワイ Hawaii                                                        | レイファー・ホークスワース     |                                                                   | TBA（TBS版）                                                                               |
| 1967   | キャメロット Camelot                                                 | アーサー王                     | ゴールデングローブ賞 主演男優賞 (ミュージカル・コメディ部門) 受賞 | 野沢那智                                                                                   |
| 1967   | おしゃれスパイ危機連発 Caprice                                       | クリストファー・ホワイト       |                                                                   | 岸田森（TBS版）                                                                            |
| 1970   | 男の闘い The Molly Maguires                                          | ジェームス・マッケナ           |                                                                   | 仁内建之                                                                                   |
| 1970   | 馬と呼ばれた男 A Man Called Horse                                    | ジョン・モーガン               |                                                                   |                                                                                            |
| 1970   | クロムウェル Cromwell                                                | オリヴァー・クロムウェル       |                                                                   |                                                                                            |
| 1971   | ストライカー 愛と栄光のフィールド Bloomfield                         | エイタン                       | 監督・脚本・出演                                                  |                                                                                            |
| 1971   | 白い渡り鳥 The Snow Goose                                            | フィリップ                     | テレビ映画                                                        |                                                                                            |
| 1971   | 荒野に生きる Man in the Wilderness                                   | ザカリー・バス                 |                                                                   | 内海賢二                                                                                   |
| 1973   | 死の追跡 The Deadly Trackers                                         | ショーン・キルパトリック保安官 |                                                                   | 岸田森（テレビ朝日版）                                                                     |
| 1974   | 殺し屋ハリー/華麗なる挑戦 99 and 44/100% Dead                        | ハリー・クラウン               |                                                                   | 日下武史（テレビ朝日版）                                                                   |
| 1974   | ジャガーノート Juggernaut                                            | アンソニー・ファロン           |                                                                   | 森川公也                                                                                   |
| 1976   | 別れのこだま Echoes of a Summer                                      | ユージーン                     | 製作総指揮・出演                                                  |                                                                                            |
| 1976   | ロビンとマリアン Robin and Marian                                    | リチャード1世                  |                                                                   | 大木民夫（テレビ朝日版） 金尾哲夫（ソフト版）                                              |
| 1976   | サウス・ダコタの戦い The Return of a Man Called Horse                | ジョン・モーガン               | 製作・出演                                                        |                                                                                            |
| 1976   | カサンドラ・クロス The Cassandra Crossing                            | ジョナサン・チェンバレン博士   |                                                                   | 日下武史（日本テレビ版） 家弓家正（LD版）                                                  |
| 1977   | ガリバー大冒険 Gulliver's Travels                                    | ガリバー                       |                                                                   |                                                                                            |
| 1977   | オルカ Orca                                                          | ノーラン                       |                                                                   | 宮部昭夫（TBS版） 羽佐間道夫（日本テレビ版）                                               |
| 1977   | 黄金のランデブー Golden Rendezvous                                   | ジョン・カーター               |                                                                   | 羽佐間道夫（東京12チャンネル版）                                                           |
| 1978   | ワイルド・ギース The Wild Geese                                      | レイファー・ヤンダース大尉     |                                                                   | 前田昌明（テレビ朝日版）                                                                   |
| 1979   | 未来元年 破壊都市 Ravagers                                           | ファルク                       |                                                                   |                                                                                            |
| 1979   | ブラック・バトル A Game for Vultures                                 | デヴィッド                     |                                                                   |                                                                                            |
| 1979   | ダニー・トラビス ダウンタウン徹底抗戦25時 The Last Word              | ダニー・トラビス               |                                                                   |                                                                                            |
| 1981   | 類猿人ターザン Tarzan, The Ape Man                                   | ジェームズ・パーカー           |                                                                   | 納谷悟朗（テレビ朝日版） 大塚周夫（TBS版）                                                 |
| 1981   | スキャンダラス・ラブ Your Ticket Is No Longer Valid                  | ジェイソ                       |                                                                   |                                                                                            |
| 1982   | バラ色の報酬 1000万ドルを追え! Highpoint                             | ルイス                         |                                                                   |                                                                                            |
| 1983   | 馬と呼ばれた男の勝利 Triumphs of a Man Called Horse                  | ジョン・モーガン               |                                                                   |                                                                                            |
| 1984   | 遥かなる少年の日々 Martin's Day                                      | マーティン                     |                                                                   |                                                                                            |
| 1988   | 警視メグレ 上流階級の罠 Maigret                                      | メグレ警視                     | テレビ映画                                                        |                                                                                            |
| 1988   | ストライク・コマンドー2 Trappola diabolica                           | ヴィク・ジェンキンス           |                                                                   |                                                                                            |
| 1989   | 三文オペラ Mack the Knife                                            | ピーチャム                     |                                                                   |                                                                                            |
| 1989   | キング・オブ・ザ・ウィンド 疾風の覇者 King of the Wind               | ジョージ2世                    |                                                                   |                                                                                            |
| 1990   | ザ・フィールド The Field                                             | ブル・マッケイブ               |                                                                   |                                                                                            |
| 1992   | パトリオット・ゲーム Patriot Games                                   | パディー・オニール             |                                                                   | 納谷悟朗（フジテレビ版） 小林勝彦（テレビ朝日版） 寺島幹夫（ソフト版）                     |
| 1992   | 許されざる者 Unforgiven                                              | イングリッシュ･ボブ            |                                                                   | 中村正（ソフト版） 小島敏彦（テレビ朝日版）                                                |
| 1992   | アメリカンレガシー Silent Tongue                                     | プレスコット                   |                                                                   |                                                                                            |
| 1993   | 潮風とベーコンサンドとヘミングウェイ Wrestling Ernest Hemingway      | フランク                       |                                                                   |                                                                                            |
| 1994   | ソドムとゴモラ en:Abraham (film)                                     | アブラハム                     | テレビ映画                                                        |                                                                                            |
| 1995   | 輝きの大地 Cry, the Beloved Country                                  | ジェームズ・ジャーヴィス       |                                                                   |                                                                                            |
| 1996   | ブロンドXX Savage Hearts                                             | サー・ロジャー・フォクスリー   |                                                                   |                                                                                            |
| 1997   | 陰謀のシナリオ Smilla's Sense of Snow                                | Dr. Andreas Tork               |                                                                   | 有本欽隆                                                                                   |
| 1997   | ノートルダム The Hunchback                                           | クロード・フロロー司教         | テレビ映画                                                        | 筈見純                                                                                     |
| 1999   | シベリアの理髪師 The Barber of Siberia                               | Makkreken                      |                                                                   |                                                                                            |
| 1999   | グリズリー・フォールズ 親子熊物語 Grizzly Falls                      | オールド・ハリー               |                                                                   |                                                                                            |
| 2000   | グラディエーター Gladiator                                           | マルクス・アウレリウス         |                                                                   | 大木民夫（ソフト版） 鈴木瑞穂（テレビ朝日版）                                              |
| 2001   | ハリー・ポッターと賢者の石 Harry Potter and the Sorcerer's Stone     | アルバス・ダンブルドア         |                                                                   | 永井一郎                                                                                   |
| 2002   | モンテ・クリスト伯 The Count of Monte Cristo                         | ファリア司祭                   |                                                                   | 大木民夫                                                                                   |
| 2002   | ハリー・ポッターと秘密の部屋 Harry Potter and the Chamber of Secrets | アルバス・ダンブルドア         |                                                                   | 永井一郎                                                                                   |
| 2002   | アポカリプス 〜黙示録〜 San Giovanni - L'apocalisse                  | ジョン                         | テレビ映画                                                        | 大木民夫                                                                                   |
| 2002   | ジュリアス・シーザー Julius Caesar                                   | スッラ                         | テレビ映画                                                        |                                                                                            |
| 2002   | ケイナ Kaena: La prophétie                                           | オーパス                       | 声の出演                                                          |                                                                                            |

## 受賞歴
| 賞                           | 年     | 部門                                             | 作品名                                | 結果       |
| ---------------------------- | ------ | ------------------------------------------------ | ------------------------------------- | ---------- |
| アカデミー賞                 | 1963年 | 主演男優賞                                       | 『孤独の報酬』                        | ノミネート |
| アカデミー賞                 | 1990年 | 主演男優賞                                       | 『ザ・フィールド』                    | ノミネート |
| ゴールデングローブ賞         | 1967年 | 主演男優賞 (ミュージカル・コメディ部門)          | 『キャメロット』                      | 受賞       |
| ゴールデングローブ賞         | 1990年 | 主演男優賞 (ドラマ部門)                          | 『ザ・フィールド』                    | ノミネート |
| 英国アカデミー賞             | 1963年 | 主演男優賞                                       | 『孤独の報酬』                        | ノミネート |
| ゴールデンラズベリー賞       | 1982年 | 最低主演男優賞                                   | 『類猿人ターザン』                    | ノミネート |
| カンヌ国際映画祭             | 1963年 | 男優賞                                           | 『孤独の報酬』                        | 受賞       |
| ベルリン国際映画祭           | 1971年 | ゴールデンベルリンベア                           | 『ストライカー 愛と栄光のフィールド』 | ノミネート |
| モスクワ国際映画祭           | 1970年 | 主演男優賞                                       | 『クロムウェル』                      | 受賞       |
| エミー賞                     | 1971年 | 男優賞                                           | 『The Snow Goose』                    | ノミネート |
| Fotogramas de Plata          | 1971年 | Fotogramas de Plata                              | 『馬と呼ばれた男』                    | ノミネート |
| Western Heritage Awards      | 1971年 | Bronze Wrangler                                  | 『馬と呼ばれた男』                    | 受賞       |
| Western Heritage Awards      | 1993年 | Bronze Wrangler                                  |                                       | 受賞       |
| CableACE Awards              | 1983年 | Actor in a Theatrical or Musical Program         | 『キャメロット』                      | ノミネート |
| ヨーロッパ映画賞             | 2000年 | 生涯貢献賞賞                                     |                                       | 受賞       |
| Wine Country Film Festival   | 2000年 | 特別功労賞                                       |                                       | 受賞       |
| 全米映画俳優組合賞           | 2000年 | キャスト賞                                       | 『グラディエーター』                  | ノミネート |
| ロンドン映画批評家協会賞     | 2001年 | ディリス・パウエル賞                             |                                       | 受賞       |
| エンパイア賞                 | 2001年 | 生涯貢献賞賞                                     |                                       | 受賞       |
| 英国インディペンデント映画賞 | 2002年 | リチャード・ハリス賞                             |                                       | 受賞       |
| 英国インディペンデント映画賞 | 2002年 | 主演男優賞                                       | 『ザ・フィールド』                    | ノミネート |
| フェニックス映画批評家協会   | 2002年 | キャスト賞                                       | 『ハリー・ポッターと秘密の部屋』      | ノミネート |
| グラミー賞                   | 1968年 | 最優秀アルバム賞                                 | 『A Tramp Shining』                   | ノミネート |
| グラミー賞                   | 1968年 | Contemporary Pop Male Vocalist                   | 『MacArthur Park』                    | ノミネート |
| グラミー賞                   | 1973年 | 最優秀朗読アルバム賞                             | 『かもめのジョナサン』                | 受賞       |
| グラミー賞                   | 1975年 | Best Spoken Word, Documentary or Drama Recording | 『The Prophet』                       | ノミネート |